# Ambrosio Alfinger
Ambrosio Alfinger o Ambrosio de Alfínger o bé en alemany Ambrose von Alfinger, també apareix com Ehinger, Dalfinger o Thalfinger (Thalfingen bei Ulm / Ciutat Imperial Lliure de Constança, Sacre Imperi Romanogermànic, 1500 - Chitacomar del territori dels chitarers, actual Chinácota, 31 de maig de 1533) va ser un explorador i conqueridor alemany de territoris septentrionals de la Sud-amèrica espanyola, sota els serveis de l'emperador Carles V, sent aquelles terres corresponents a les actuals Veneçuela i Colòmbia. Va ser nomenat segon governador de la Província de Veneçuela des de 1529 fins a 1531 i com tal fundaria la primera Maracaibo amb títol de vila, el 8 de setembre del primer any de mandat i que duraria fins a 1535.

## Biografia

### Origen familiar i primers anys
Ambrosio Alfinger havia nascut l'any 1500 i el seu lloc de naixement podria haver estat a Thalfingen bei Ulm de l'Abadia de Elchingen o bé a la Ciutat Lliure de Constança, estant ambdues en el Sacre Imperi Romanogermànic.
Després del matrimoni de Joana I de Castella i Felip I d'Habsburg la dinastia austríaca que regnava en l'imperi va passar a ocupar també el tron d'Espanya, molts comerciants, militars i nobles alemanys van acabar mantenint llaços estrets amb la Corona espanyola posseïda a partir de 1516 per Carles I d'Espanya, el fill de Felip "el bell".
La família Ehinger, castellanitzada com Alfinger, s'havia associat en 1517 amb la poderosa família banquera dels Welser d'Augsburg, el cap dels quals era el príncep Bartolomé Welser.
Les estretes relacions dels Ehinger amb els Welser van portar a Ambrosio a vincular-se a Espanya des de jove, quan va ser enviat pels Welser com a factor de la casa de Sevilla. Conduint una política activa en matèria de descobriments, el rei Carles I va permetre que la Casa Welser explorés el territori de l'actual Veneçuela, ja que la Corona tenia deutes pendents amb aquesta família banquera.

### Viatge a l'Amèrica espanyola
Alfinger va viatjar a Centreamèrica, radicant-se a l'illa de l'Espanyola el 1526 com a representant comercial dels Welser, i per la signatura de l'acord en 1528 entre el seu germà Enrique Alfinger amb Carles I per poblar algunes regions del que seria Terra Ferma, va passar a Sud-amèrica.

### Governador de la Província de Veneçuela
Ambrosio va embarcar a l'Espanyola amb direcció cap al sud, després d'obtenir el càrrec de segon governador i capità general de la recentment creada Província de Veneçuela, on va arribar al març de 1529.
Es va instal·lar en Santa Ana de Coro, única possessió espanyola en més de 2000 km de costa veneçolana, on no vivia cap població considerable de nadius. L'escassa mà d'obra el va fer dubtar en la seva intenció d'internar-se en el continent, però els rumors sobre El Dorado i les seves fabuloses riqueses li impulsaren per fi a abandonar la ciutat, acompanyat de 200 alemanys i espanyols, així com de prop de 1000 esclaus.
El seu recorregut el va portar a fundar el 8 de setembre de 1529 la villa de Maracaibo, amb aquest títol per no constituir un cabildo que li conferís caràcter de ciutat, o bé Neu-Nürnberg —la primera fundació de la ciutat de Maracaibo — segons en els documents alemanys dels Welser, i a explorar el llac del mateix nom en el transcurs d'aquest any. Aquesta població va tenir amb prou feines 30 veïns i molt poca activitat comercial, per la qual cosa sis anys després el conqueridor alemany Nicolás Federmann ordenaria traslladar-la a la península de la Guajira, amb el nom de «Nuestra Señora Santa María de los Remedios del Cabo de la Vela» (a l'actual Colòmbia).

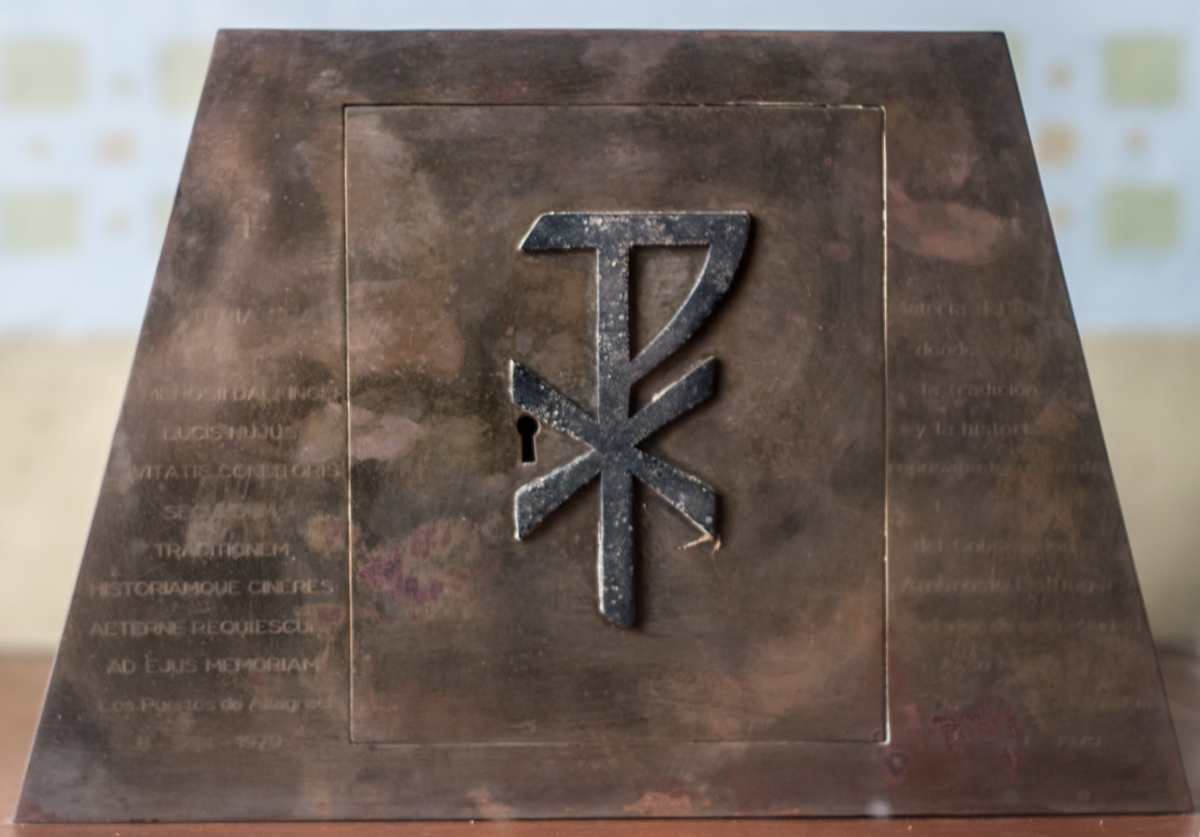
Caixa metàl·lica on van ser guardades les restes de Ambrosio Alfinger

En 1530 es va convertir en el primer conqueridor a arribar a les terres septentrionals sud-americanes del que actualment són els departaments de Cesar i Nord de Santander (a Colòmbia). Va envair la vall de Upar, trobant bastant resistència indígena, i va arribar fins a la sabana dels Caracoles, on avui s'assenta Bucaramanga, a la fi de 1532.
La travessia va ser penosa, morint centenars dels membres de l'expedició, que el va portar fins al riu Magdalena. No obstant això, Alfinger va aconseguir reunir un botí de relatiu valor, la qual cosa sumat a l'hostilitat dels nadius el va fer emprendre el camí de tornada a Santa Ana de Coro per salvaguardar el recol·lectat. Però mai va tornar a la ciutat.
La seva expedició conqueridora i no colonitzadora —malgrat el contracte dels Welser amb la Corona que estipulava la fundació de noves ciutats i centres militars— va tenir la motivació d'aquesta família de banquers, i per tant, la de comerciar i reunir riqueses.

### Defunció
Ambrosio Alfinger va morir al maig de 1533 a Chitacomar del territori independent dels chitarers —actualment en el municipi de Chinácota, situat entre Pamplona i Cúcuta— i després de quatre dies d'agonia causada per una fletxa que li havia travessat la seva gola, sent el responsable un aborigen de l'ètnia chimila, sobrenomenat Francisquillo.